# 하상훈
하상훈(1967년 9월 21일 ~ )은 대한민국의 희극 배우이다.

## 주요 작품

### 방송
- 《유머 1번지》 (KBS)
- 《쇼 비디오 쟈키》 (KBS)
- 《웃으며 삽시다》 (SBS)
  - 후지산 호랑이 - 카구라(섭돌이) 역
- 《토요특집 모닝와이드》 (SBS)